# Министерство торговли и промышленности Индии
Министерство торговли и промышленности Индии администрирует два департамента:
- Департамент торговли
  - Административный отдел
  - Общий отдел
  - Финансовый отдел
  - Экономический отдел
  - Отдел торговой политики
  - Территориальный отдел внешней торговли
  - Отдел инфраструктуры и государственной торговли
  - Отдел поставок
  - Отдел внедрения
- Департамент промышленной политики и продвижения товара